# Videm, Krško
Videm este o localitate din comuna Krško, Slovenia, cu o populație de 11 locuitori.